# Criptomeria

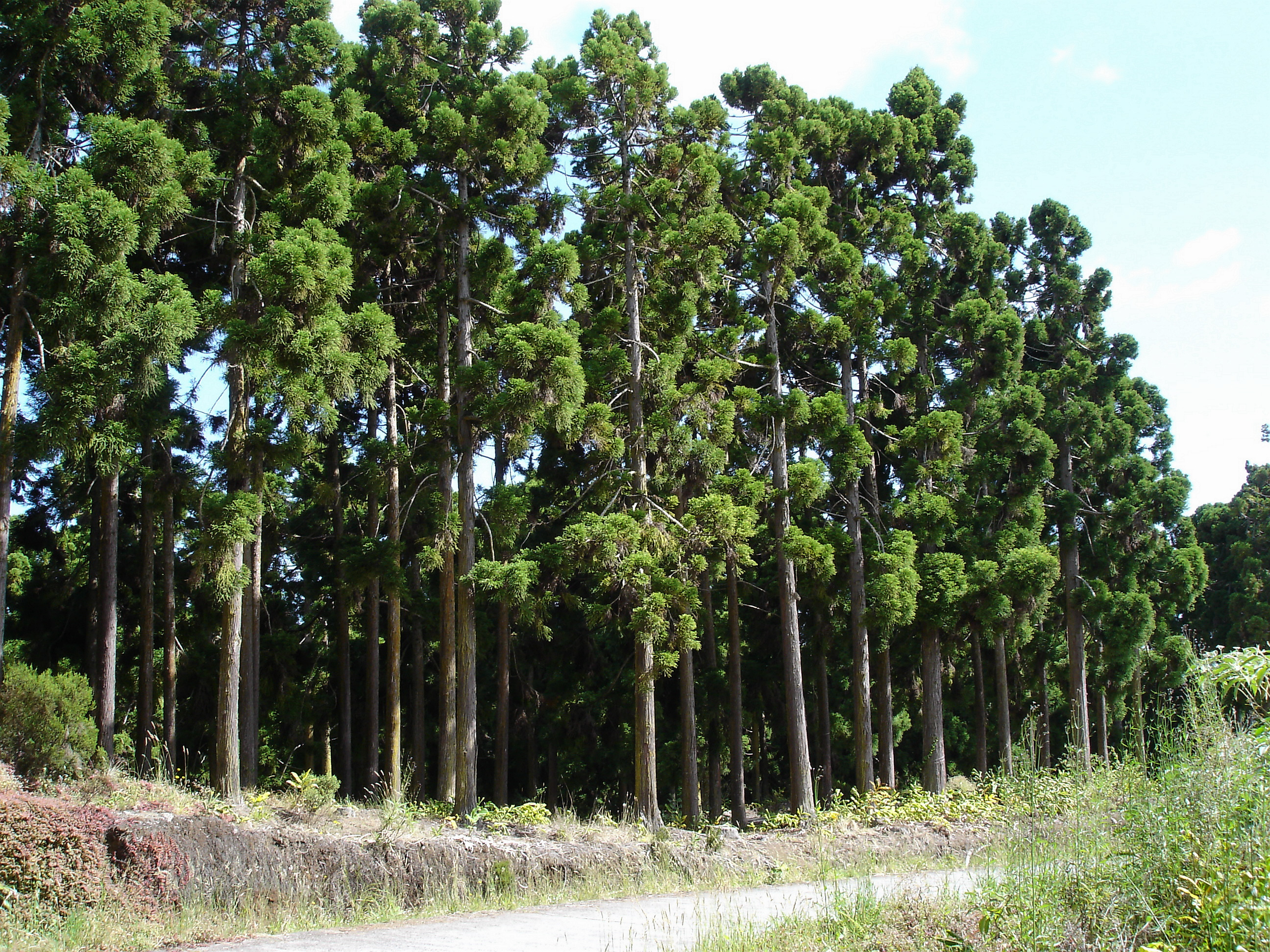
Pădure de cryptomeria

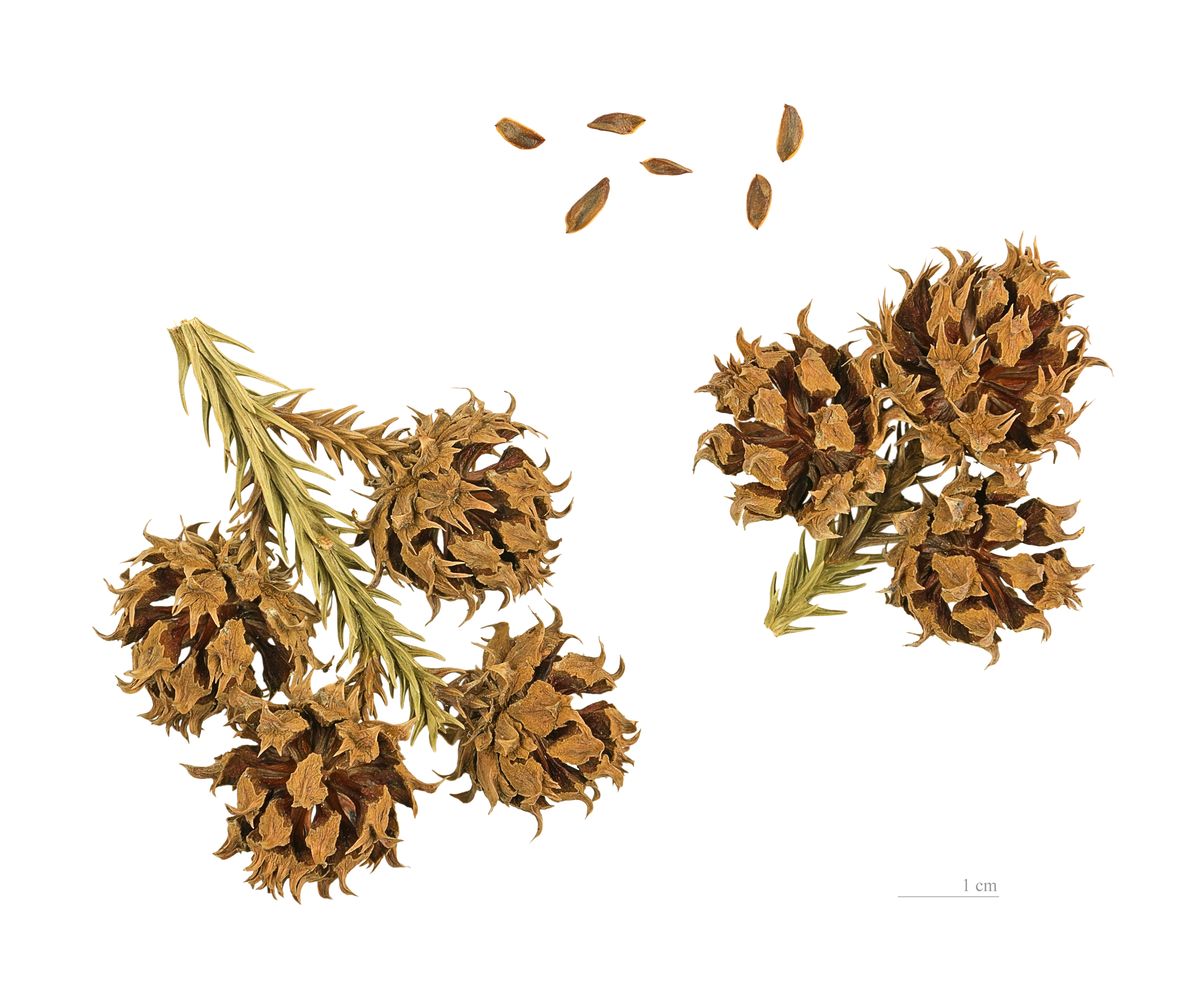
Cryptomeria japonica

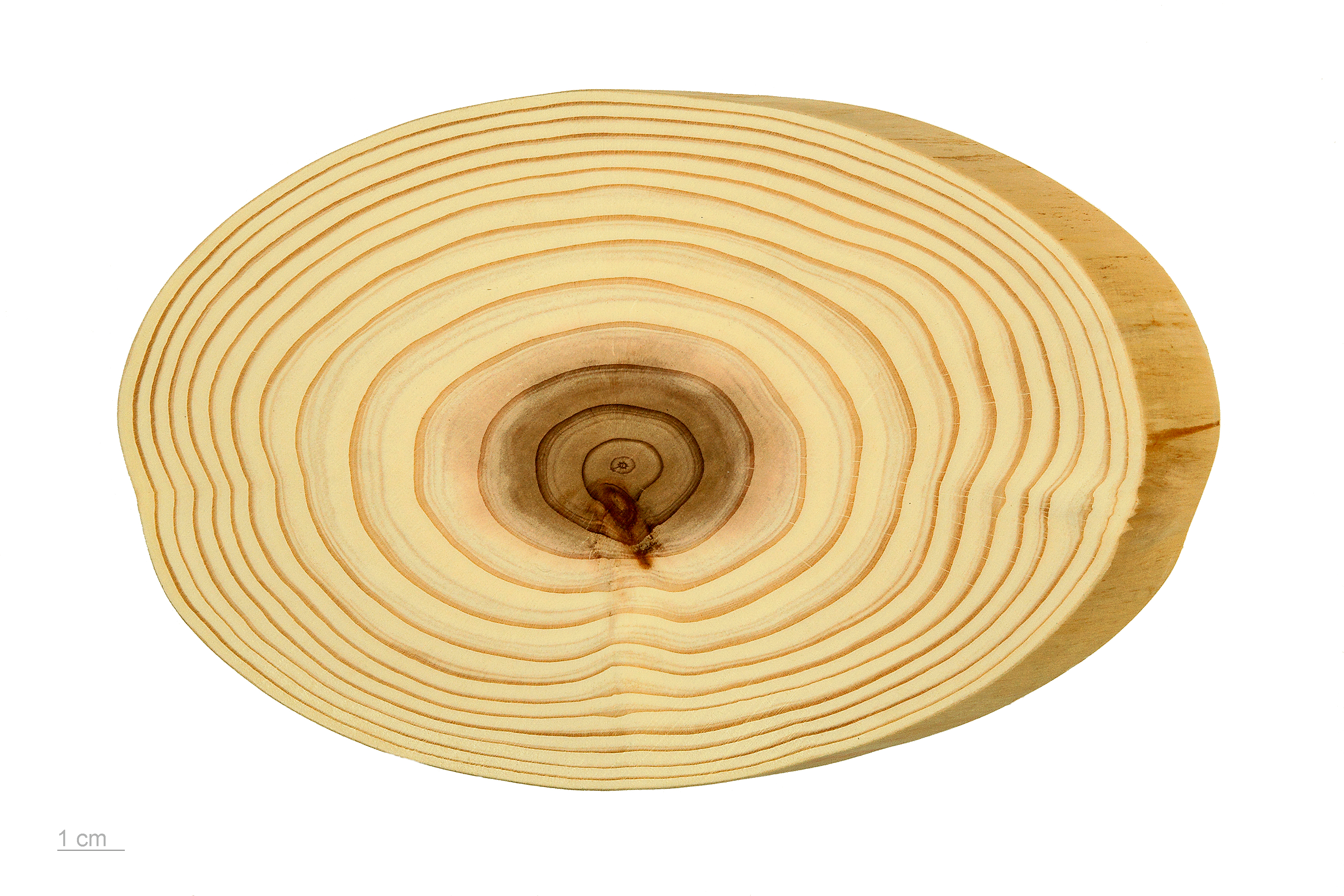
Cryptomeria japonica

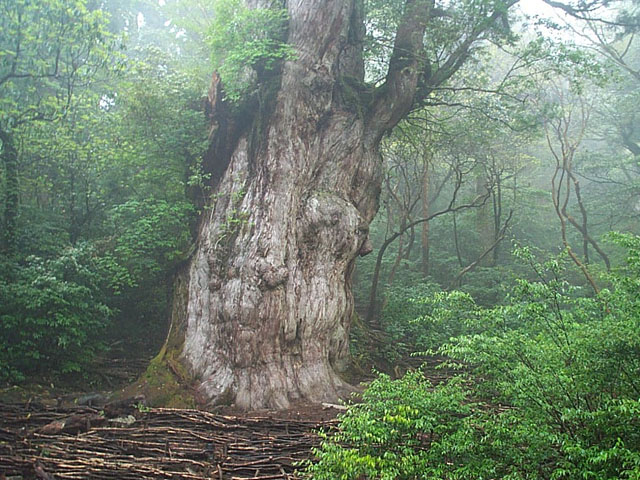
Unul din cele mai vechi exemplare în Yakushima ale acestei specii (cca. 2170 până la 7200 ani)

Criptomeria (Cryptomeria japonica D. Don.), este singura specie din genul Cryptomeria, un gen de conifere din familia Cupressaceae (chiparoși). Specia, Cryptomeria japonica. Este endemică în Japonia, unde este cunoscută sub denumirea de "sugi".
- Tulpina este dreaptă, conică la bază, ritidomul este brun roșiatic, care se exfoliază în plăci lungi și înguste.
- Coroana este piramidală, cu ramuri divergente.
- Lujerii anuali sunt verzi, apoi devin bruni.
- Mugurii sunt nuzi
- Florile sunt unisexuat-monoice, cele mascule sunt în formă de amenți, îngrămădite spre vârful ramurilor, cele femele sunt ovoid-sferice, dispuse terminal pe lujerii scurți. Florile apar din toamnă și se dezvoltă numai în primăvară.
- Conurile sunt globuloase, rămân pe ramuri după diseminarea semințelor. Semințele sunt mici, aripate.